# Guồng quay tơ

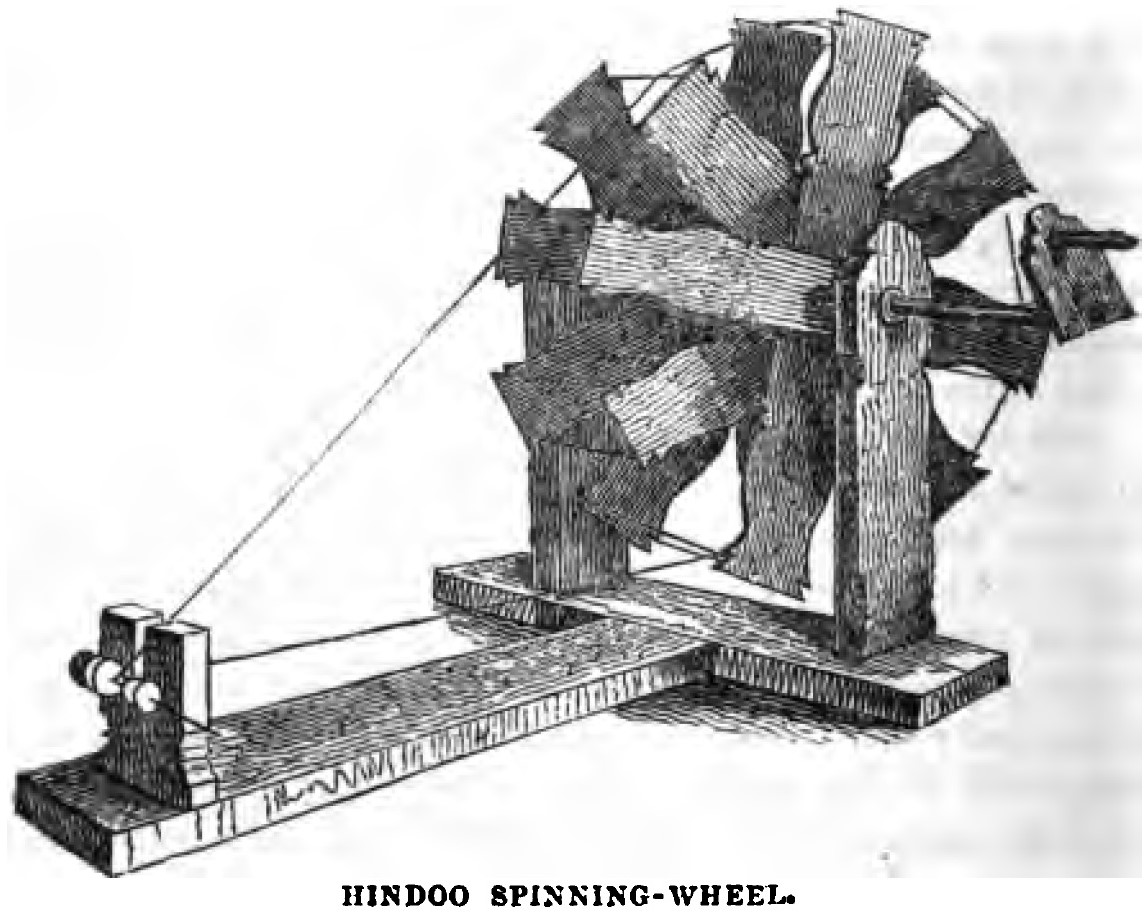
Guồng quay tơ Hindoo (1852)

Guồng quay tơ là một thiết bị để kéo sợi từ bông .  Thiết bị này là nền tảng của ngành công nghiệp dệt bông trước cuộc Cách mạng Công nghiệp. Nó đặt nền móng cho các loại máy móc sau này như máy kéo sợi Jenny và khung kéo sợi, những thứ đã thay thế guồng quay trong cuộc Cách mạng Công nghiệp.